# O'Connell Street
O'Connell Street (Iriska: Sráid Uí Chonaill) är en av Dublins huvudgator. På O'Connell Street ligger bland annat det berömda postkontor (General Post Office) där påskupproret inleddes 1916.
Gatan är 500 meter lång och det är en av Europas bredaste gator, 49 meter bred i den södra änden och 46 meter i den norra. Gatan hette Sackville Street fram till 1924 då den fick namn efter politikern Daniel O'Connell som idag står staty i södra änden av gatan.

## Bilder

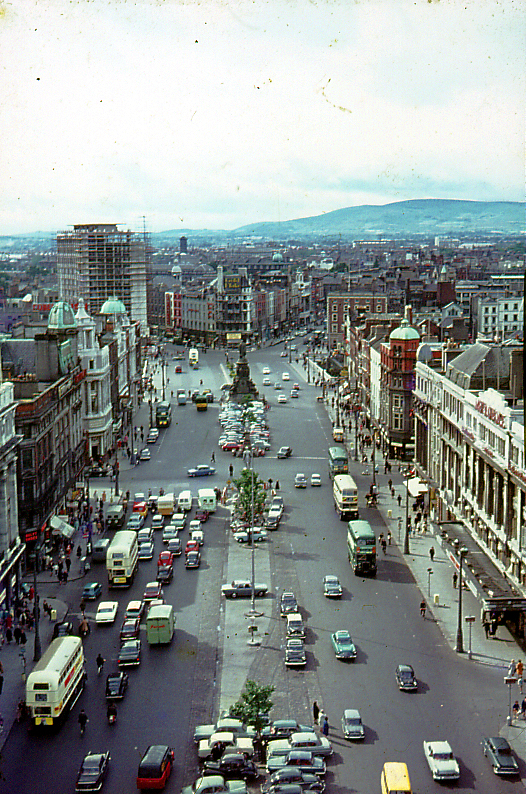
O'Connell Street 1964
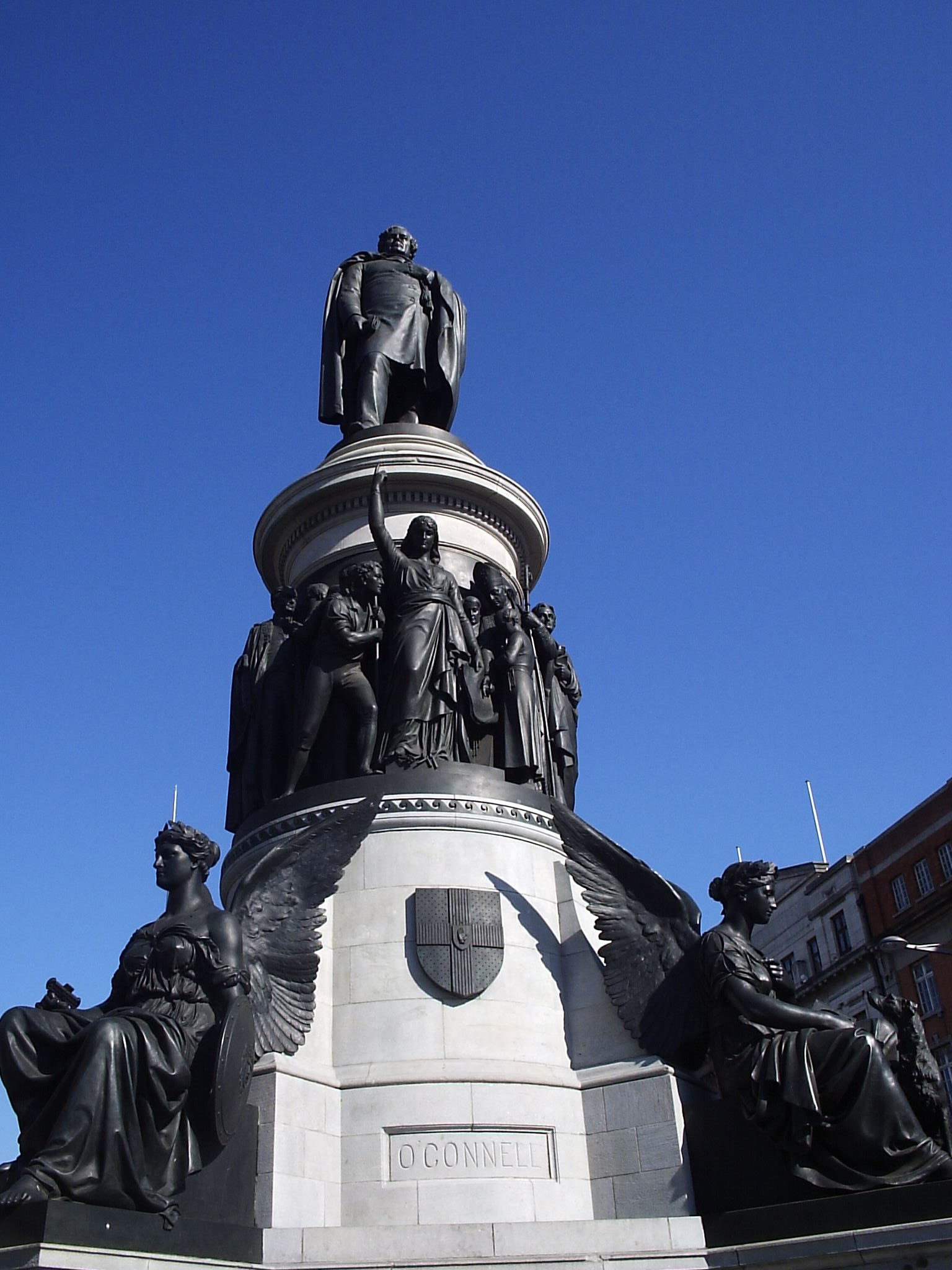
Statyn som föreställer Daniel O'Connell, varifrån gatan fått sitt namn
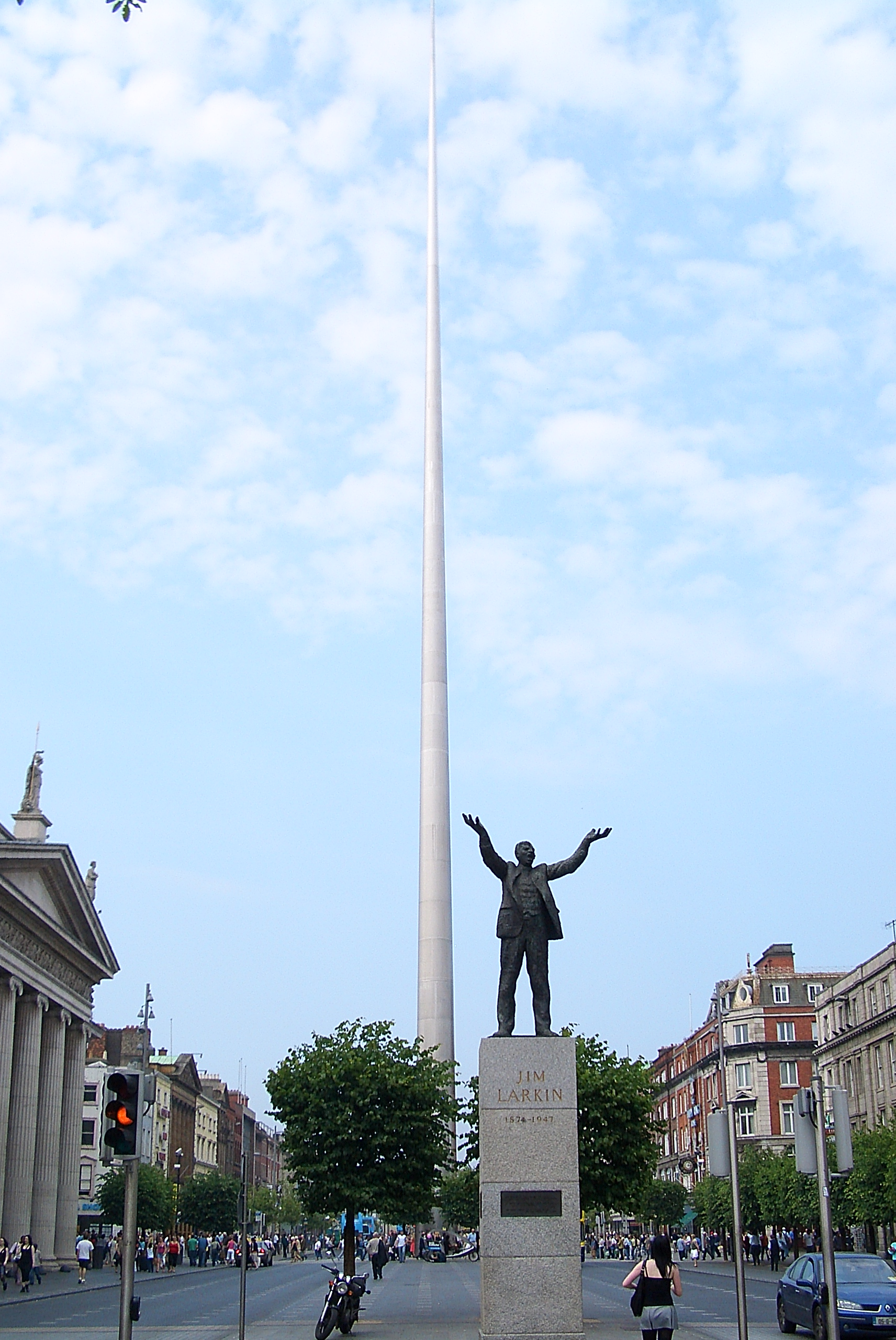
Spiran i bakgrunden och en staty som föreställer Jim Larkin i förgrunden